# آندونگاما پالکومبورا
آندونگاما پالکومبورا (به لاتین: Andungama Palkumbura) یک منطقهٔ مسکونی در سری‌لانکا است که در استان مرکزی (سری‌لانکا) واقع شده‌است.